# Frau Luna

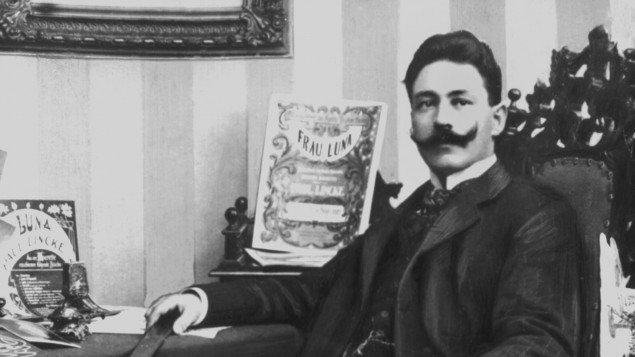
Paul Lincke 1905

Frau Luna är en operett (tyska: "burlesk-phantastische Ausstattungsoperette") i en akt (senare två akter) med musik av Paul Lincke och libretto av Heinrich Bolten-Baeckers. Den hade premiär den 1 maj 1899 på Apollo-Theater i Berlin och dirigerades av Lincke själv. 1922 omarbetad och förlängd till två akter.

## Historia

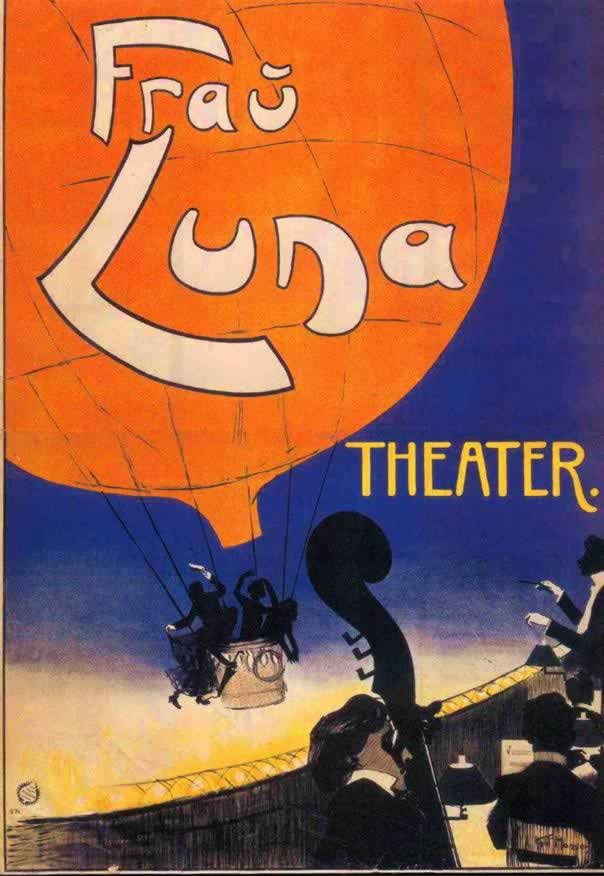
Affisch till premiären 1899

Den förste berlinske operettkompositören var Paul Lincke, som fick sin stora chans när han engagerades vid Apollo-Theater på Friedrichstrasse i Berlin. I kapellmästarens åtaganden ingick att göra musik till kupletter och småpjäser. För att förnya teaterns program kom Lincke på idén att låta en avdelning upptas av en enaktsoperett. Han hade turen att hitta en idérik librettist vid namn Heinrich Bolten-Baeckers. Tillsammans skrev de 1897 Venus auf Erden, där en berlinare drömmer om hur gudomliga väsen stiger ned på jorden och hamnar i Berlin med diverse burleska situationer som följd. På 1890-talet var ballonguppstigningar ingen ovanlig företeelse och "Månrevyer", inspirerade av Jules Vernes roman Från jorden till månen (1865), spelades i alla större europeiska städer. Försöket slog så väl ut att Lincke och hans textförfattare kom igen två år senare med  Frau Luna, som blev en stor succé och spelades över 600 gånger. Lincke hade under två säsonger varit anställd som dirigent vid revyteatern Folies Bergère i Paris och Frau Luna var i praktiken en tysk variant på Jacques Offenbachs operett Le Voyage dans la lune (1875), vilken hade spelats i Berlin på 1880-talet.
Att operetten fick en sådan lång speltid berodde på Linckes tre stora sångnummer: "Schlösser, die im Monde liegen", "Lasse den Kopf nicht hängen" marschsången "Berliner Luft". Tidningen "Forward" förutspådde helt korrekt efter premiären: "Berlin kan räkna med att 'Frau Luna' inom kort kommer att höras från varje positivhalare och nå toppen av framgång". Inom kort hade Frau Luna nått Paris där den 1904 spelades som "Madame la Lune", och London som "Castles in the Air" 1911.

### Versionen i två akter
Strax efter premiären började Lincke omarbeta verket till en spektakulär "Månrevy", vilken fick sin slutliga form 1922. Till exempel tillkom en luftbalett utförd av den då berömda luftartistbaletten Grigolatis. Redan 1904 hade Lincke komponerat burlesken "Berliner Luft" till Benno Jacobsons text. Under arbetet med revideringen 1922 lade han till sången Schenk mir doch ein kleines bißchen Liebe och i båda finalerna marschsången Das macht die Berliner Luft. Trots att Jacobson skrev texten är Bolten-Baecker angiven som textförfattare. Sången Von Sternen umgeben hämtade han från Venus auf Erden och Ist die Welt auch noch so schön hade han komponerat redan 1910. Den nya versionen i två akter (11 bilder) hade premiär 1922 ånyo på Apollo-Theater. En kritiker skrev att de infogade sångerna "inte var tillfällig utfyllnad, utan snarare hade en betydande förändrad effekt på den ursprungliga dramaturgin. [...] Den avgörande skillnaden mellan de två versionerna är att den nya lämnar mer utrymme för revyliknande infogningar, men samtidigt spär ut Steppkes 'erotiska konflikt' om att behöva välja mellan Luna och Marie."

## Personer
- Frau Luna, månens härskarinna (Sopran)
- Prins Sternschnuppe (Tenor)
- Stella, Lunas kammarjungfru (Subrett, Mezzosopran)
- Fritz Steppke, en mekaniker (Tenor)
- Marie Pusebach, kallad Mieze, förlovad med Fritz (Sopran)
- Theophil, kammarherre på månen (Komiker, Baryton)
- Frau Pusebach, en änka, Alt)
- Lämmermeister, snickare (Baryton)
- Pannecke, styrman (Basbaryton)
- Venus (Sopran)
- Mars (Alt)
- Mondgroom (Subrett, Mezzosopran)
- 3 månalver (talroller)
- Månalver (kör)
- Stjärnbilder (kör)

## Handling
I den här enaktaren är det en berlinare, mekanikern Fritz Steppke som på sin fritid håller på att konstruera en luftballong för en planerad månfärd. Och månresan blir också av - i den unge hjältens dröm. Där händer de mest fantastiska saker. Visserligen får han aldrig träffa Gubben i månen, som han tänkt sig, men i stället möter han måndrottningen, den vackra fru Luna som gör sitt bästa för att förföra honom. I sista stund kommer Fritz' flickvän Marie farande och räddar honom, varpå det är dags att resa tillbaka till jorden igen.